# Longinos Navás
Longinos Navás Ferrer, född 7 mars 1858 i Cabacés i Tarragona, död 31 december 1938 i Girona, var en spansk jesuitpräst och entomolog.
Auktorsnamnet Navás kan användas för Longinos Navás i samband med ett vetenskapligt namn inom zoologin; se Wikipedia-artiklar som länkar till auktorsnamnet.